# Carlsson
Carlsson ist ein ursprünglich patronymisch gebildeter schwedischer Familienname mit der Bedeutung „Sohn des Carl“.

## Namensträger
- Agnes Carlsson (* 1988), schwedische Sängerin
- Albertina Carlsson (1848–1930), schwedische Zoologin und Lehrerin
- Allan Carlsson (Boxer) (1910–1983), schwedischer Boxer
- Allan Carlsson (Radsportler) (1929–1953), schwedischer Radrennfahrer
- Anders Carlsson (* 1960), schwedischer Eishockeyspieler und -funktionär
- Andreas Carlsson (Songwriter) (* 1973), schwedischer Songwriter und Musikproduzent
- Andreas Carlsson (Leichtathlet) (* 1995), schwedischer Leichtathlet
- Anna Carlsson (* 1973), schwedische Synchronsprecherin und Schauspielerin
- Anni Carlsson (1911–2001), deutsche Germanistin und Übersetzerin
- Arne Carlsson (Turner) (1924–2011), schwedischer Turner
- Arne Carlsson (Eishockeyspieler) (* 1943), schwedischer Eishockeyspieler
- Arvid Carlsson (1923–2018), schwedischer Pharmakologe
- Åsa Carlsson (* 1971), schwedische Tischtennisspielerin, siehe Åsa Svensson (Tischtennisspielerin)
- Åsa Carlsson (* 1972), schwedische Hürdenläuferin, siehe Åsa Svensson (Leichtathletin)
- Åsa Carlsson (* 1975), schwedische Tennisspielerin, siehe Åsa Svensson
- Berndt Carlsson (1907–1991), schwedischer Radrennfahrer
- Bertil Carlsson (1903–1953), schwedischer Skispringer
- Bror Carlsson (1897–1986), schwedischer Fußballspieler
- Calle Carlsson (* 1972), schwedischer Eishockeyspieler
- Carl-Olov Carlsson (* 1988), schwedischer Automobilrennfahrer
- Christoffer Carlsson (* 1986), schwedischer Schriftsteller und Kriminologe
- Clarence Carlsson (* unbekannt), schwedischer Radrennfahrer
- Dagny Carlsson (1912–2022), schwedische Autorin und Bloggerin
- Daniel Carlsson (Rallyefahrer) (* 1976), schwedischer Rallyefahrer
- Daniel Carlsson (Schwimmer) (* 1976), schwedischer Schwimmer
- Daniel Carlsson (Eishockeyspieler) (* 1977), schwedischer Eishockeyspieler
- Elisabet Carlsson (* 1968), schwedische Schauspielerin
- Erik Carlsson (1929–2015), schwedischer Rallyefahrer
- Erik Carlsson (Gewichtheber) (1893–1981), schwedischer Gewichtheber
- Erika Carlsson, US-amerikanische Schauspielerin
- Gabriel Carlsson (* 1997), schwedischer Eishockeyspieler
- Göran Carlsson (* ~1959), schwedischer Badmintonspieler
- Gösta Carlsson (1906–1992), schwedischer Radrennfahrer
- Greta Carlsson (1898–1980), schwedische Schwimmerin
- Gunilla Carlsson (* 1963), schwedische Politikerin
- Gunnar Carlsson (* 1952), schwedischer Mathematiker
- Gustav Carlsson von Börring (1649–1708), schwedischer Graf und Großgrundbesitzer
- Helena Carlsson (* 1966), schwedische Fußballspielerin
- Henry Carlsson (1917–1999), schwedischer Fußballspieler und -trainer
- Ingvar Carlsson (* 1934), schwedischer Politiker
- Ingvar Carlsson (Rallyefahrer) (1947–2009), schwedischer Rallyefahrer
- Ingvar Carlsson (Schachspieler) (* 1948), schwedischer Schachspieler
- Janne Carlsson (Ingenieur) (Axel Janne Carlsson; 1932–2020), schwedischer Hochschullehrer
- Janne Carlsson (Schauspieler) (Jan Edvard Carlsson; 1937–2017), schwedischer Schauspieler und Musiker
- Janne Carlsson (Fußballtrainer) (* 1964), schwedischer Fußballtrainer
- Jerry Carlsson (* 1953), schwedischer Fußballspieler
- Jonathan Carlsson (* 1988), schwedischer Eishockeyspieler
- Kent Carlsson (* 1968), schwedischer Tennisspieler
- Lars Carlsson (Badminton), schwedischer Badmintonspieler
- Lars Carlsson (Rallyefahrer) (1947–2024), schwedischer Rallyefahrer
- Lars Carlsson (Skilangläufer) (* 1973), schwedischer Skilangläufer
- Lars-Göran Carlsson (1949–2020), schwedischer Sportschütze
- Leif Carlsson (* 1965), schwedischer Eishockeyspieler
- Lena Carlsson (Schriftstellerin) (* 1947), Schriftstellerin
- Lena Carlsson (Medizinerin), Medizinerin
- Lena Carlsson (Seglerin) (* 1972), schwedischer Seglerin
- Lennart Carlsson (Romanist) (1934–1991), schwedischer Romanist und Linguist
- Lennart Carlsson (Eisschnellläufer) (* 1951), schwedischer Eisschnellläufer
- Lennart Carlsson-Askerlund (1918–1957), schwedischer Fußballspieler
- Lucas Carlsson (Eishockeyspieler, 1994) (* 1994), schwedischer Eishockeyspieler
- Lucas Carlsson (Eishockeyspieler, 1997) (* 1997), schwedischer Eishockeyspieler
- Magnus Carlsson (* 1974), schwedischer Sänger
- Márcio Carlsson (* 1975), brasilianischer Tennisspieler
- Maria Carlsson, deutsche Übersetzerin
- Marika Carlsson (* 1973), schwedische Komikerin, Moderatorin
- Mauritz Carlsson (1890–1953), schwedischer Langstreckenläufer
- Mia Carlsson (Schauspielerin), auch Maria Matilda Carlsson (1877–1915), schwedische Schauspielerin
- Mia Carlsson (Fußballspielerin) Mia Matilda Carlsson (* 1990), schwedische Fußballspielerin
- Michael Carlsson (* 1972), schwedischer Bandyspieler
- Nicklas Carlsson (* 1979), schwedischer Fußballspieler
- Otto Carlsson (Fußballspieler) (1901–1982), schwedischer Fußballspieler und -trainer
- Otto Carlsson (Richter) (1919–2005), deutscher Jurist und Politiker (CDU)
- Patrik Carlsson (* 1987), schwedischer Eishockeyspieler
- Peter Carlsson (Manager) (* 1970), schwedischer Industriemanager
- Pontus Carlsson (* 1982), schwedischer Schachspieler
- Ragnar Carlsson (* 2000), schwedischer Hammerwerfer
- Ruben Carlsson (1913–2004), schwedischer Eishockeyspieler
- Rune Carlsson (Fußballspieler) (1909–1943), schwedischer Fußballspieler
- Rune Carlsson (Musiker) (1940–2013), schwedischer Jazzmusiker
- Sara Carlsson (* 1986), schwedische Curlerin
- Sickan Carlsson (1915–2011), schwedische Schauspielerin und Sängerin
- Staffan Carlsson (* 1948), schwedischer Diplomat
- Thomas Carlsson (* 1971), schwedischer Eishockeyspieler
- Tobias Carlsson (Fußballspieler, 1975) (* 1975), schwedischer Fußballspieler
- Tobias Carlsson (Fußballspieler, 1995) (* 1995), schwedischer Fußballspieler
- Tommy TC Carlsson (* 1958), schwedischer Maler
- Ulf Carlsson (Boxer) (* 1949), schwedischer Boxer
- Ulf Carlsson (Tischtennisspieler) (* 1961), schwedischer Tischtennisspieler